# Pixbo IBK
Pixbo IBK, dříve podle sponzora Pixbo Wallenstam IBK, též známý jako Redfox, je švédský florbalový klub. Sídlí ve městě Mölnlycke, 13 kilometrů jihovýchodně od Göteborgu. Byl založen v roce 1981 a patří mezi nejstarší švédské florbalové kluby.

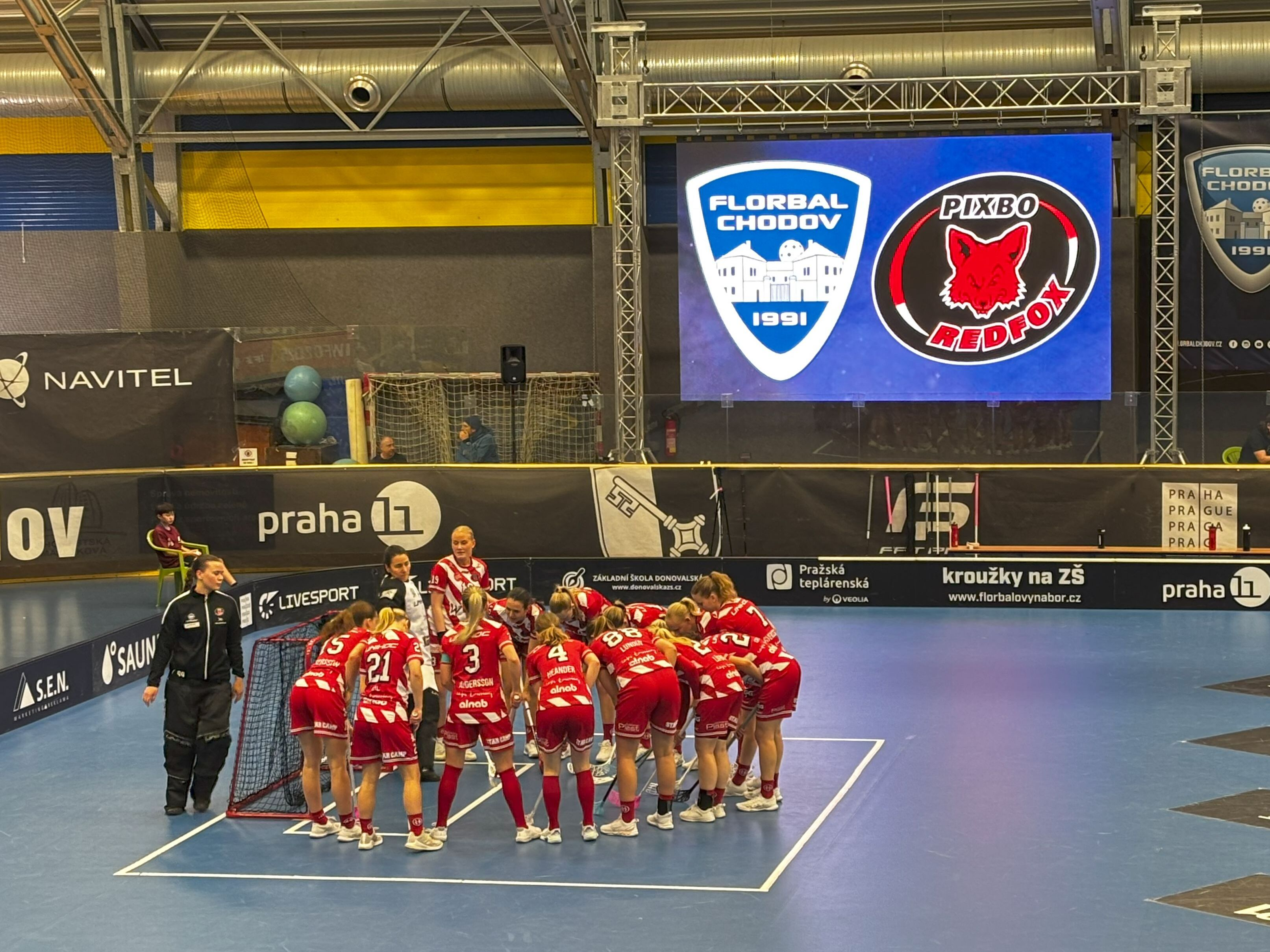
Ženský tým před semifinále Poháru mistrů 2025

Mužský tým hraje Švédskou Superligu. Tým hraje nejvyšší švédské soutěže nepřetržitě od jejich vzniku v roce 1989. V sezónách 2001/2002 a 2002/2003 získal dva mistrovské tituly a v roce 2024 Švédský pohár. V letech 2004 a 2025 vyhráli Pohár mistrů. Z toho v roce 2025 Pixbo jako první klub v historii vyhrálo zlato v mužské i ženské kategorii.
Ženský tým hraje Švédskou Superligu. Ženy také hrály nejvyšší celostátní soutěž již v jejím prvním ročníku 1997/1998, ve kterém ale hned sestoupily. Od návratu po dvou letech v roce 2000 již hrají nepřetržitě. V sezóně 2015/2016 tým získal mistrovský titul a v roce 2023 Švédský pohár. V letech 2016 a 2025 vyhrál Pohár mistrů. Mezi roky 2015 a 2024 hrála za tým dlouholetá kapitánka české reprezentace Eliška Krupnová, která se stala kapitánkou i v Pixbu.
Pixbo je nejúspěšnější klub na českém florbalovém turnaji Czech Open s devíti vítězstvími v mužské a jedenácti v ženské elitní kategorii.

## Mužský tým

### Úspěchy
- 1. místo v SSL: 2001/2002, 2002/2003
- 2. místo v SSL: 1997/1998, 1999/2000, 2005/2006
- 3. místo v SSL: 1996/1997, 2000/2001, 2006/2007, 2007/2008, 2010/2011, 2011/2012, 2012/2013, 2013/2014, 2019/2020*
- 1. místo v Poháru mistrů: 2003/2004, 2025[4]
- 2. místo v Evropském poháru: 2002/2003, 2004/2005
- 1. místo ve Švédském poháru (Svenska Cupen): 2002/2003,[zdroj?] 2023/2024[3]
- 2. místo ve Švédském poháru: 2021/2022[3]
- 1. místo na Czech Open: 1996, 2001, 2002, 2003, 2006, 2010, 2012, 2015, 2023[8]

### Sezóny
| Sezóna    | Úroveň | Soutěž            | Umístění | Poznámka                                            |
| --------- | ------ | ----------------- | -------- | --------------------------------------------------- |
| 2020/2021 | 1      | Švédská Superliga | 9.       | Udržení v lize                                      |
| 2021/2022 | 1      | Švédská Superliga | 8.       | Vypadnutí ve čtvrtfinále play-off proti Växjö IBK   |
| 2022/2023 | 1      | Švédská Superliga | 4.       | Vypadnutí v semifinále play-off proti IBF Falun     |
| 2023/2024 | 1      | Švédská Superliga | 2.       | Prohra ve finále play-off proti Storvreta IBK       |
| 2024/2025 | 1      | Švédská Superliga | 4.       | Vypadnutí v semifinále play-off proti Storvreta IBK |

### Známí hráči z Česka
- Marek Beneš (2015, 2017, 2019–2021)
- Patrik Dóža (2013–2015)
- Filip Langer (2018)
- Ondřej Němeček (2017)

## Ženský tým

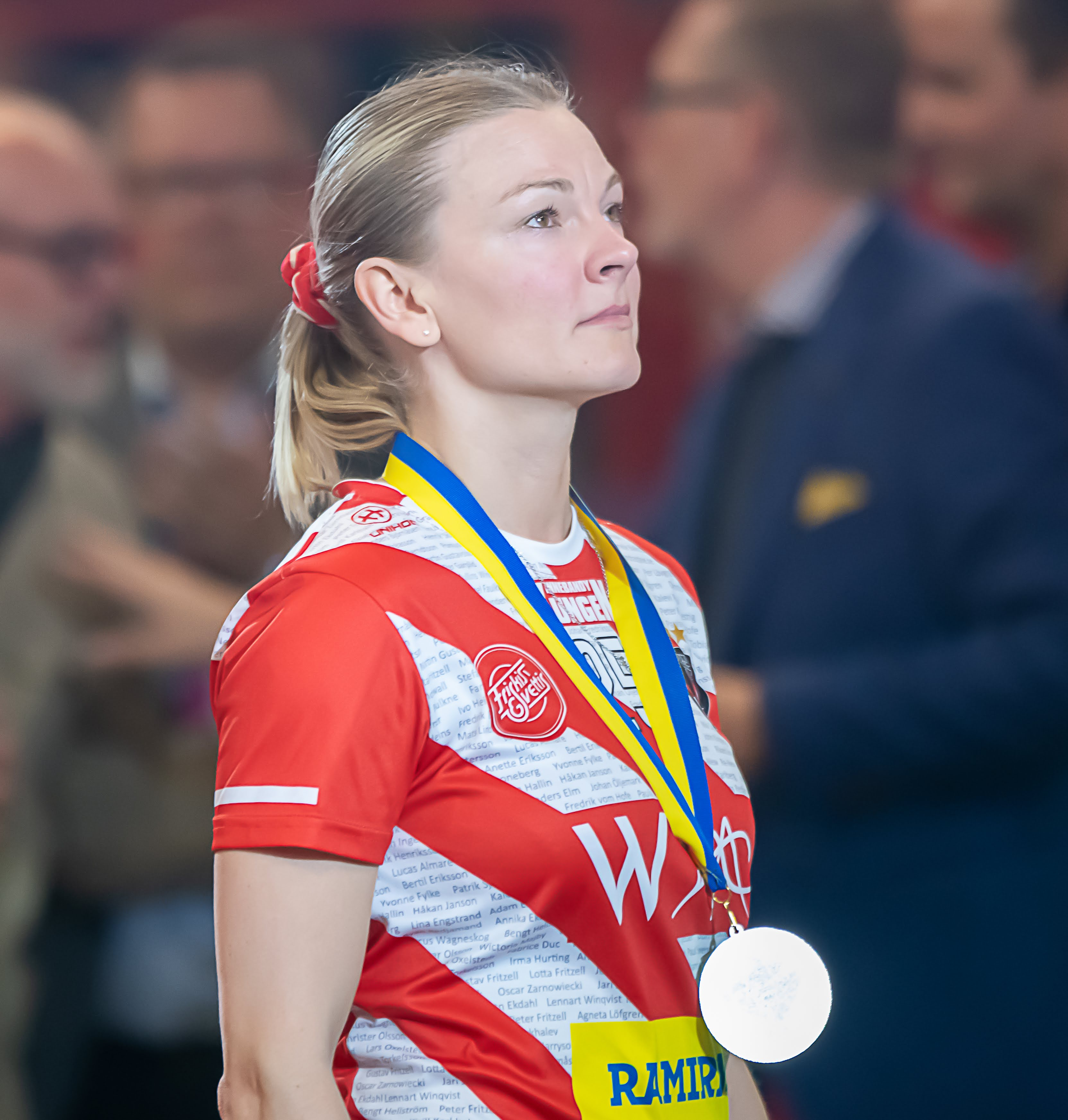
Hráčka Pixba Mia Karjalainen se stříbrnou medailí po superfinále sezóny 2021/2022

### Úspěchy
- 1. místo v SSL: 2015/2016[6]
- 2. místo v SSL: 2004/2005, 2019/2020*, 2020/2021, 2021/2022,[14][15] 2022/2023,[16] 2024/2025[17]
- 3. místo v SSL: 1993/1994, 2000/2001, 2007/2008 – 2014/2015, 2016/2017 – 2018/2019
- 1. místo v Poháru mistrů: 2016,[6] 2025[4]
- 1. místo ve Švédském poháru: 2022/2023[5]
- 2. místo ve Švédském poháru: 2001/2002,[zdroj?] 2021/2022, 2023/2024[3]
- 1. místo na Czech Open: 2001, 2013, 2014, 2016, 2017, 2018, 2019, 2022, 2023, 2024, 2025[9]

* Umístění v tabulce před vypuknutím pandemie covidu-19, kdy sezóna musela být zastavena.

### Sezóny
| Sezóna    | Úroveň | Soutěž            | Umístění | Poznámka                                           |
| --------- | ------ | ----------------- | -------- | -------------------------------------------------- |
| 2020/2021 | 1      | Švédská Superliga | 2.       | Prohra ve finále play-off proti Team Thorengruppen |
| 2021/2022 | 1      | Švédská Superliga | 2.       | Prohra ve finále play-off proti Team Thorengruppen |
| 2022/2023 | 1      | Švédská Superliga | 2.       | Prohra ve finále play-off proti Team Thorengruppen |
| 2023/2024 | 1      | Švédská Superliga | 2.       | Prohra ve finále play-off proti Team Thorengruppen |
| 2024/2025 | 1      | Švédská Superliga | 2.       | Prohra ve finále play-off proti Team Thorengruppen |

### Známé hráčky z Česka
- Eliška Krupnová (2015–2024)
- Michaela Kubečková (2020–2021)
- Denisa Ratajová (2018–2022)

## Fotogalerie

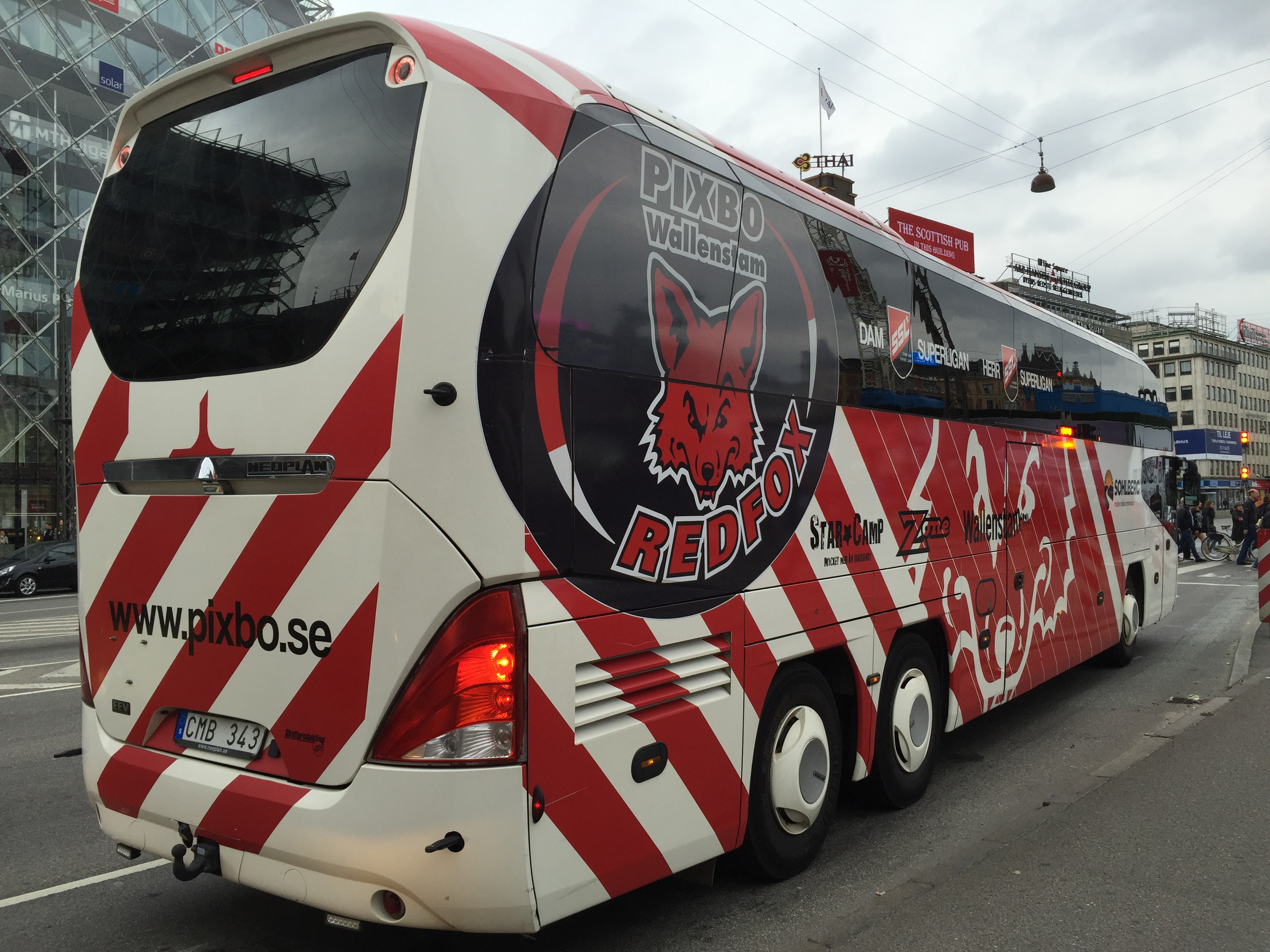
Klubový autobus
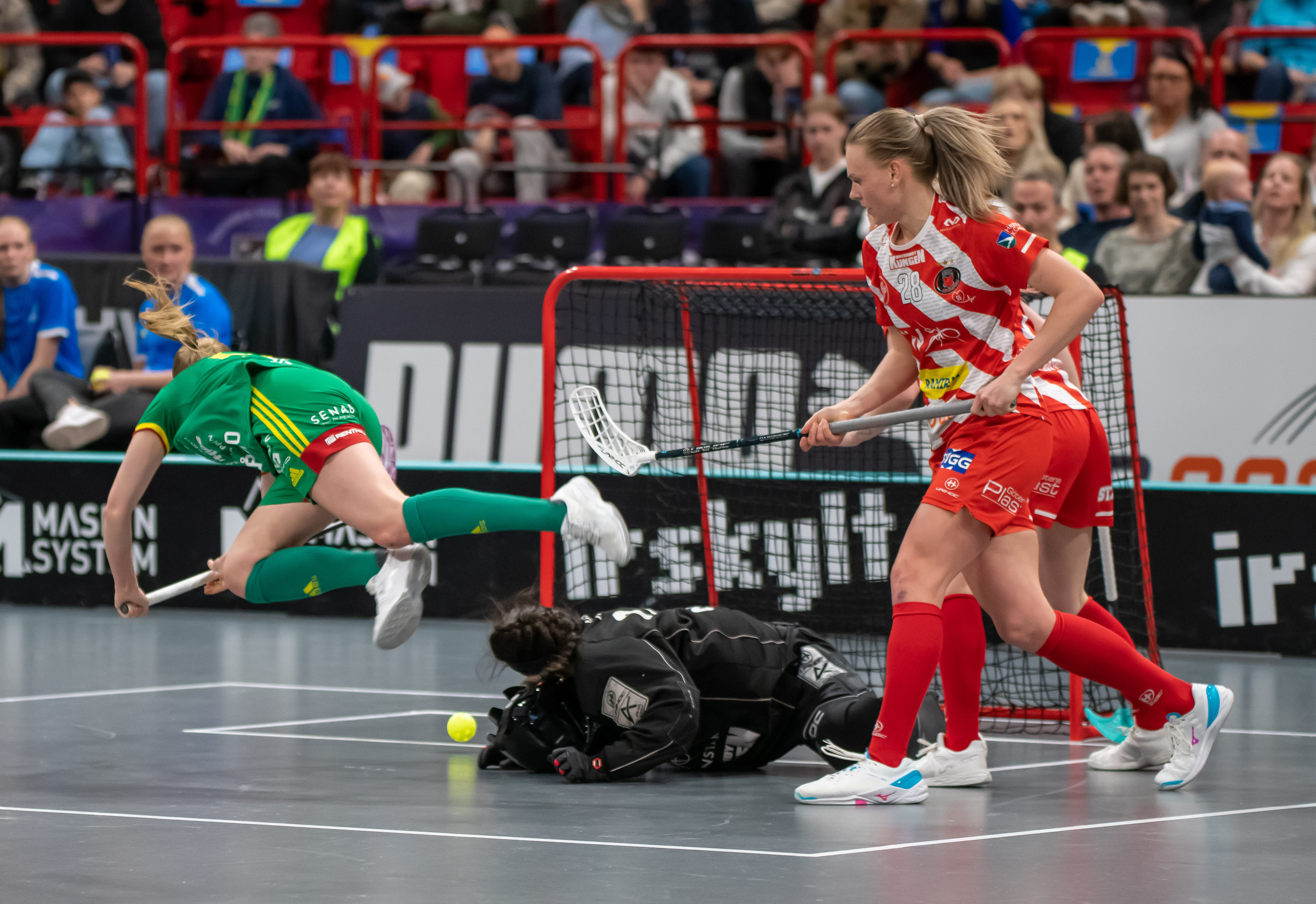
Hráčka Pixba a česká reprezentantka Denisa Ratajová během superfinále sezóny 2021/2022